# جبل القارة (السعودية)
جبل القارة ويُعرَف أيضاً بجبل الشبعان يقع بين قرية التويثير وقرية القارة بمحافظة الأحساء، في المنطقة الشرقية من المملكة العربية السعودية. يُعد الجبل من أبرز المعالم السياحية الطبيعية في الأحساء وقد سُجل في لائحة التراث العالمي عام 2018م بعد ضم واحة الأحساء إلى اللائحة. يبعد الجبل مسافة 15 كيلومتراً شرق مدينة الهفوف. ويحتوي على كهوفٍ أو ما يسمى بالمغاراتِ بين أهالي الأحساء. تتميز بعض مغاراته مثل مغارة النشاب بأن لها درجة حرارة معتدلة شبه ثابتة طوال العام.

## التسمية
سُمِّي جبل القارة نسبةً إلى بلدة القارة التي ينتمي إليها الجبل. وقد سمي أيضاً بالشبعان لكونه في وسط النخيل، قد طوَّقته النخيل والأنهار من جميع جوانبه. وفيه مغارات واسعة مرتفعة باردة في أيام الصيف. فهو تشبَّعَ بالنخيلِ.
يُرجح أن أول من سكن بلدة القارة التي يقع فيها الجبل هي قبيلة جاهلية حذقت في الرماية وسُميت “القارة”، لشدة براعة أهلها في رمي السهام. لكن تضاريس الموقع ترجِّح صحة التعريف بأنَّ معنى الاسم هو “جبل صغيرٌ منفردٌ أَسودُ مستديرٌ ملمومٌ طويلٌ في السماءِ”. وتفيد بعض كتب التاريخ أن جبل قارة كان هو المقصود باسم “المشقّر” الذي ورد قديماً عند المؤرِّخين والرحَّالة. فقد كتب حمد الجاسر في كتابه “المعجم الجغرافي للبلاد العربية السعودية – المنطقة الشرقية – القسم الرابع” أن المؤرِّخين اختلفوا في موضع المُشقّر، فقيل “إنه موضع في الحجاز، ووادٍ في أجأ أحد جبلي طيء، وحصن في البحرين، وهذا أشهرها”.
بينما يؤكد عبد الخالق الجنبي أن القارة سميّت بهذا الاسم لأن جنوبها يلتصق بتلّ كبير الحجم، غريب الشكل والتكوين ذي كهوف متفاوتة الحجم، وفوقه صخرة كبيرة منحوتة بشكل عجيب: إنها ثلاثة رؤوس، أحدها متجه إلى الجنوب وهو يشبه رأس امرأة، وآخر متجه نحو الشمال، وهو يشبه رأس رجل، أما الثالث فهو الوسط بينهما ويشبه رأس أسد في منظره، وهذا الجبل ما زال يُعرف حتى اليوم باسم جبل “رأس القارة” وهو الذي عناه الجغرافيون العرب، وأن حصن المُشقّر هو نفسه هذا التلّ العجيب التكوين، وهو تكوين إلهي، ولا يد للإنسان في تكوينه كما يقول الجنبي في كتابه. وجاء ذكر المشقّر أيضاً في الجزء الرابع من “معجم ما استعجم” لأبي عبيد البكري: “قال ابن الأعرابي المُشقّر: مدينة عظيمة قديمة، في وسطها قلعة، على قارة تسمى عطالة، وفي أعلاها بئر تثقب القارة، حتى تنتهي إلى الأرض، وتذهب في الأرض. وماء هجر يتحلب إلى هذه البئر في زيادتها”.

## الموقع الجغرافي
يقع جبل القارة وسط واحة الأحساء بين أربع قرى هي القارة والتويثير والدالوة والتهيمية.

## الجيولوجيا
تبلغ مساحة قاعدته حوالي 14 كيلومتراً مربعاً، ويتكون من صخور رسوبية بلون ضارب إلى الحمرة. يحوي على كهوف معتدلة درجة الحرارة وشبه ثابتة طوال العام في حدود 20 درجة مئوية. ويرافقها جريان تيارات هوائية لطيفة وباردة من داخل المغارة لخارجها.
يتكون جبل القارة من الحجر الرملي الكلسي، والمارل الغريني من متكون الدام ومتكون الهفوف من الميوسين المتوسط. تتكون قاعدة الجبل المنكشفة من طبقة رقيقة من المارل، تعلوها طبقة من المدملكات (الكونغلوميرات) تصل إلى 17 متراً. يليها تتابع من الحجر الجيري الرملي البحيري بسماكة 18 متراً ثم تعلوها طبقات متتابعة بسماكة 75 متر من الحجر الرملي الفتاتي ذو اللون الرمادي الفاتح مع فترات متقطعة من المارل المحمر والمارل الغريني. ينتهي التتابع بغطاء يصل إلى مترين من الحجر الكلسي. تمتد عدة أنواع من كهوف الجبل على شكل شبكات مضلعة من التصدعات الأرضية، وبعضها الآخر عبارة عن تجاويف بسبب عمليات الإذابة والتعرية أو الانهيارات.

## المغارات والكهوف
هناك 3 أنواع من مغارات جبل القارة:

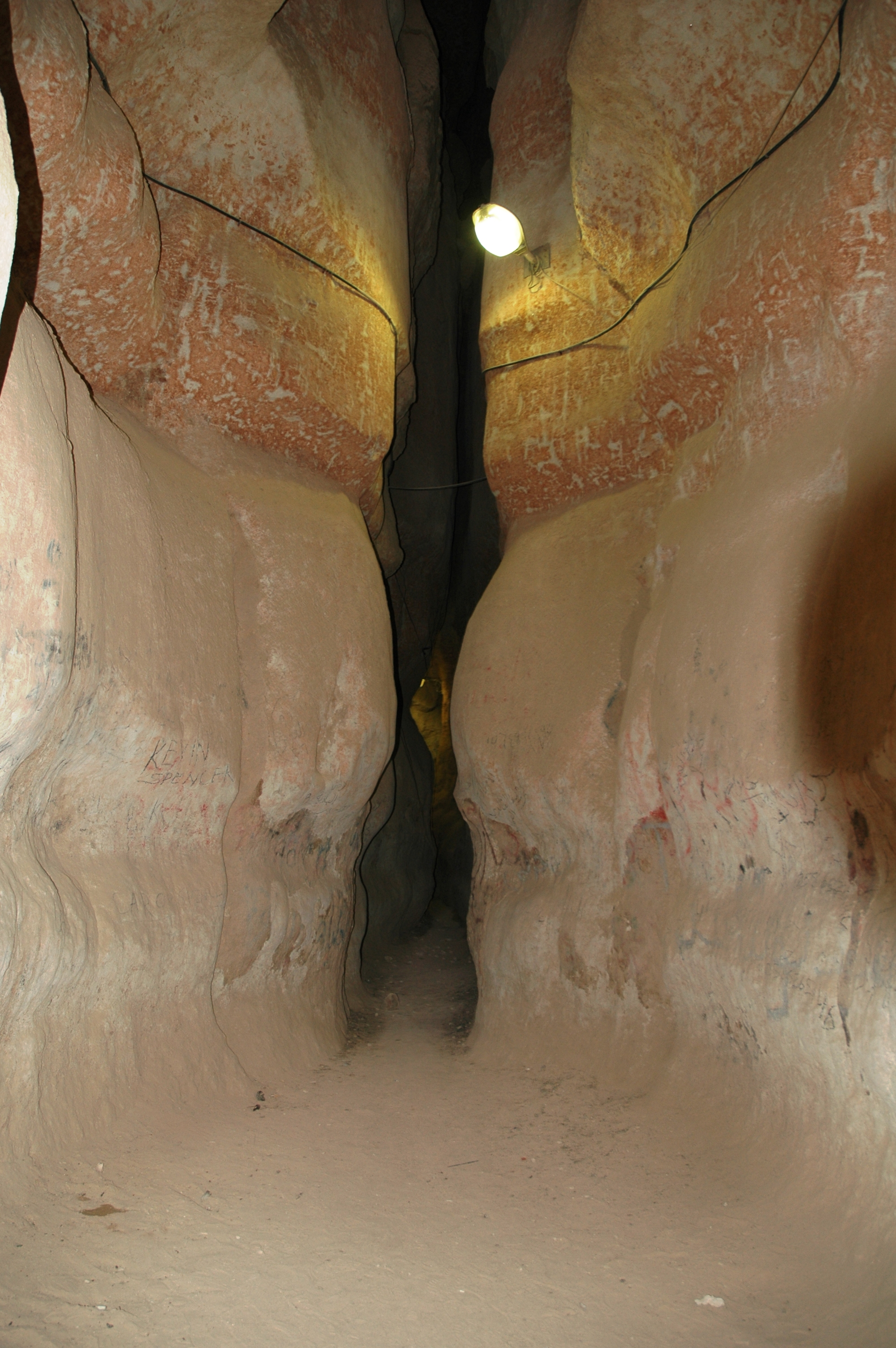
إحدى كهوف (أو مغارات) جبل القارة من الداخل.

- النوع الأول تكون بسبب عمليات الإذابة والتآكل في الصخور السهلة الذوبان في الماء،[6] وهو أكثر أنواع الكهوف الجيرية التي تم رصدها في المملكة العربية السعودية.[7]
- النوع الثاني ناتج عن انهيار الطبقات العليا بسبب عوامل التجوية والتآكل، ومن ثم إزالة الطبقات السفلية،[6] مما يكون كهوف واسعة في بعض الأحيان، وأشهرها مغارة تقع غرب الجبل، تسمى مغارة العيد التي يقام فيها فعاليات مصاحبة للعرس الجماعي الذي يقام سنوياً في قرية القارة.
- النوع الثالث ناتج عن التصدعات الزلزالية والعوامل التحهوائية: وهي عبارة عن نظام كهفي يتخذ شكلاً منتظماً من التصدعات المستقيمة على شكل ممرات، ويصل عدد هذه الممرات المستقيمة إلى 28 ممر، بطول قد يصل إلى 1.5 كلم.[6] أشهر هذه المغارات هي مغارة النشاب التي تم استغلالها سياحياً من قبل شركة الأحساء للسياحة والترفيه تحت اسم مشروع أرض الحضارات في جبل القارة.

تمتاز كل مغارة من مغارات جبل القارة بصفات طبيعية، مما جعل السكان المحليين يستصلحون كل منها على حسب استخدامهم. فهناك مغارة لإقامة العرس الجماعي السنوي في قرية القارة، وهناك مغارة أخرى مخصصة للسياح. ومن أشهر مغارات وكهوف جبل القارة:
- بوصالح (المهدي)
- العيد
- الناقة
- المعظمة
- الميهوب
- الغيران
- النشاب
- أم الجماجم.

### تكوُّن الكهوف
هناك اعتقاد شعبي بأن المغارات في جبل القارة تكونت نتيجة للمد والجزر بسبب دراسة أجريت عام 1978. إلا أنه في عام 2006 نفت دراسة هذا الادعاء.

## أعمال التجديد والاستثمار السياحي
حتى عام 2016م، كان الجبل من ضمن مسؤوليات أمانة الأحساء، رغم المحاولات المتكرِّرة من دون جدوى لتسجيله على قائمة اليونسكو لمواقع التراث الطبيعي العالمي. بعدئذ، استثمرت “شركة الأحساء للسياحة والترفيه” (أحسانا) في الجبل لتطويره كمرفق سياحي حديث. بلغت تكلفة المشاريع السياحية التي نفَّذتها الشركة نحو 100 مليون ريال. أطلق على المشروع اسم “أرض الحضارات”. وتضمَّن تهيئة المغارة الرئيسة وإنارتها وتسوية أرضيتها. كما يضم متحفاً عن تاريخ هجر (الاسم القديم للأحساء)، ومسارح متدرجة ومقاهي حديثة ومحلات تجارية. وأسهم ذلك في إقامة فعاليات أسبوعية بين الأمسيات الثقافية والموسيقى والفنون التشكيلية والعروض البصرية.

## مناخ الجبل
تتميز بعض المغارات أو الكهوف في جبل القارة بدرجة الحرارة المعتدلة، والتي تكون ثابتة نسبياً (21-23 درجة مئوية) طوال العام مقارنة بدرجة الحرارة خارج الكهف أو في سطحه الخارجي، وهذا يعطي شعوراً بأن الحرارة أدفأ داخل الكهف في فصل الشتاء رغم أن الحرارة لم تختلف عن فصل الصيف داخل الكهف. سبب الحرارة الثابتة يرجع إلى قيام الصخور بالعزل الحراري وبعد الكهوف عن الشمس المباشرة. أما سبب خروج تيارات هوائية لطيفة باردة من داخل الكهف إلى خارجها، فهو يرجع إلى اختلاف درجة الحرارة خارج وداخل الكهف، وبالتالي اختلاف الضغط الجوي، فالضغط الجوي خارج الكهف يكون أكثر انخفاضا فيقوم الهواء بالجريان من منطقة الضغط العالي (داخل الكهف) إلى خارج الكهف ذو الضغط المنخفض.

## التاريخ
كان جبل الشبعان لبني محارب من عبد القيس حتى القرن الثالث الهجري. وقد ذكره الياقوت بن الحموي: «الشبعان: جبل بالبحرين، يُتَبَرَّد بِكِهافه»

جاء في شعر ابن أحمر قوله:
أبا الشبعانُ، بعدك، حَرَّ نجد
وأبطحُ بطن مكة حيث غارا
وذلك من القصيدة المنسوبة إليه:
ألم تسأل بفاضحةَ الديارا

متى حَلَّ الجميع بها وسارا
وأيضاً:
أبا الشبعان...
سلوا قحطان أيُّ ابْني نِزار
أتى قحطان يَلتمس الجِوارا
فخالفهم وخالف عن مَعَدٍّ
ونارُ الحرب تستعر استعارا 

## المعتقدات الشعبية

### العادات والتقاليد
بسبب التضاريس الخاصة والمختلفة لكل مغارة عن الأخرى في الجبل، فإن المغارات تم استغلالها من قبل السكان فيما سبق وحتى الآن، فهناك مغارة تقع في الجهة الغربية من الجبل تسمى مغارة العيد، يقام فيها فعاليات مصاحبة للعرس الجماعي السنوي الذي يقام في قرية القارة، كما أن أن مغارة النشاب تم تحسينها بغرض السياحة من قبل شركة الأحساء للسياحة والترفيه، وذلك في مشروع أرض الحضارات في جبل القارة. كما تم استغلال مغارة أم الجماجم في رحلات الإجبال (الهايكينج) منذ نهاية 2019.

### التعليم
كانت تُتَّخذ مغارات جبل القارة قديماً موضعاً للتعليم قبل ظهور التعليم النظامي. فكان المعلمون يجمعون الأطفال في باحات الجبل المكشوفة، أو عند مداخل مغاراته، لتعليمهم قراءة القرآن. ومن بين العادات التي كانت رائجة قديماً، هي دفن أهالي القرى المجاورة للجبل أوراقهم الخاصة في جنبات الجبل. إذ عُثِرَ على وثائقَ قيّمةٍ داخل ثنايا هذه المغارات واحتوت على تاريخ بعض الأعلام والأسر الأحسائية.

### مغارة يهوذا
يطلق أبناء الجالية الفلبينية في السعودية اسم مغارة يهوذا Judas cave على مغارة النشاب، فهناك اعتقاد لديهم بأن هذه المغارة هي المغارة التي انتحر فيها يهوذا الاسخريوطي، ولا يعلم أصل هذا الاعتقاد أو كيف نشأ تحديداً لدى الجالية الفلبينية.

## معرض الصور

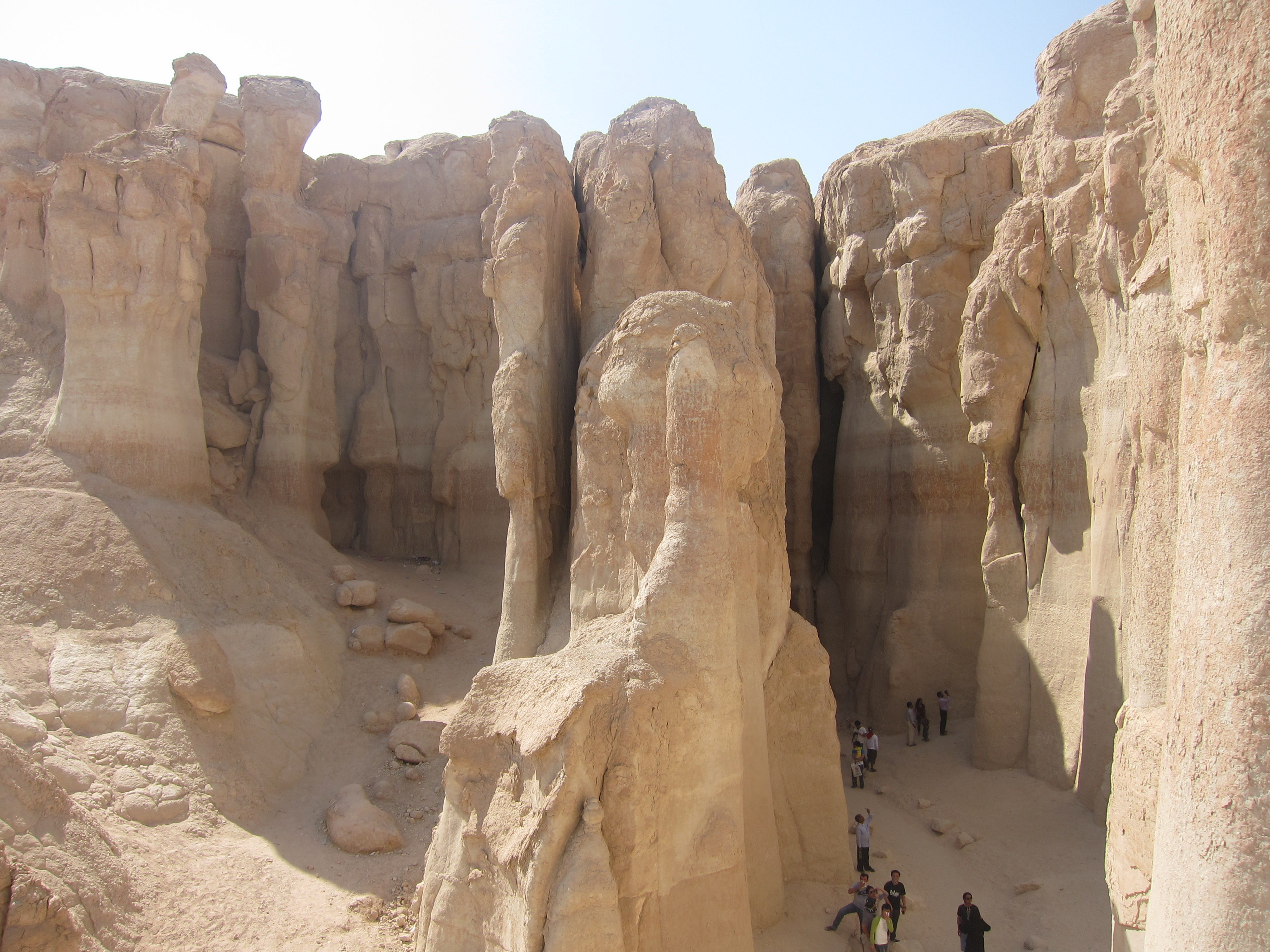
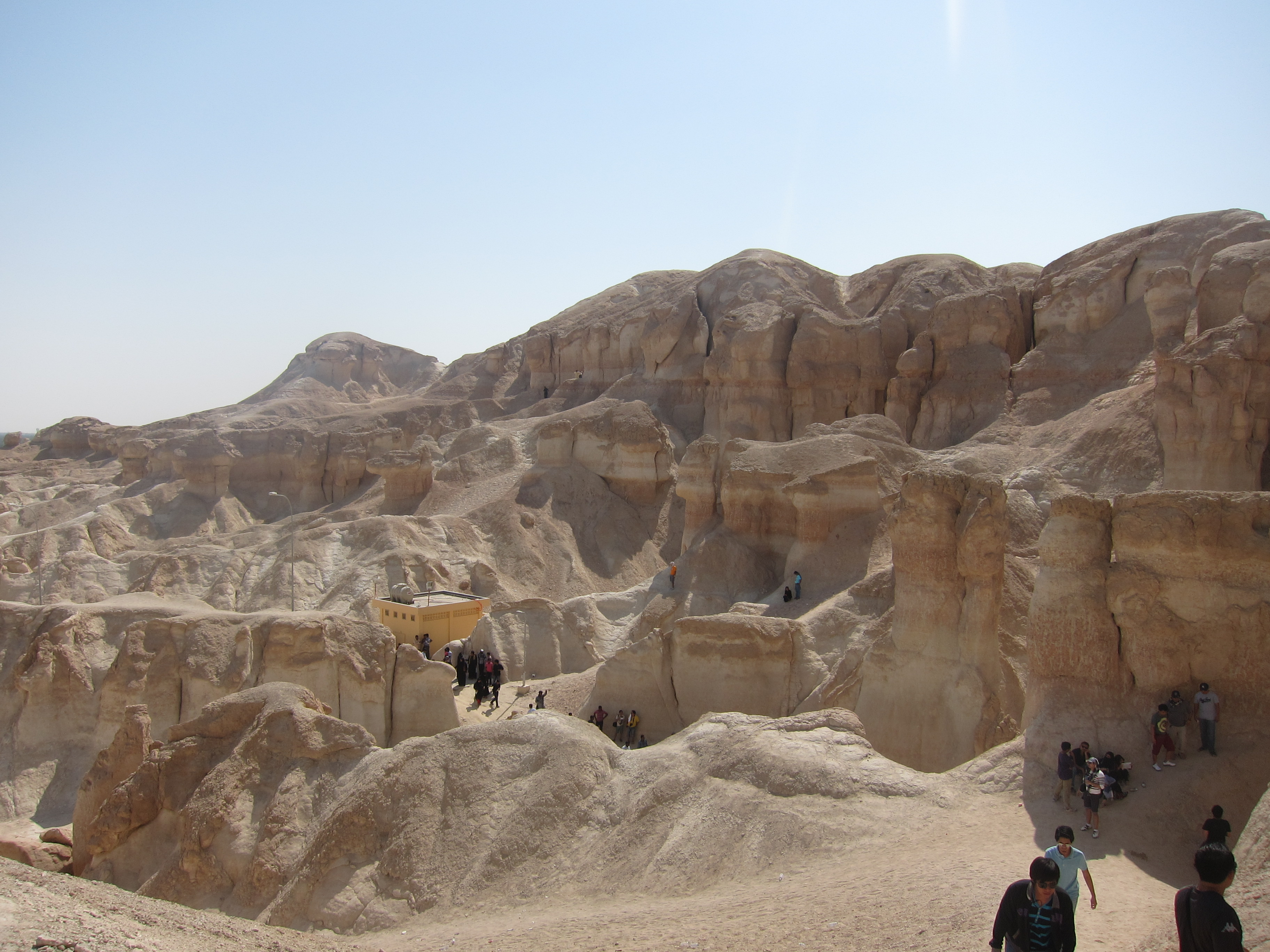
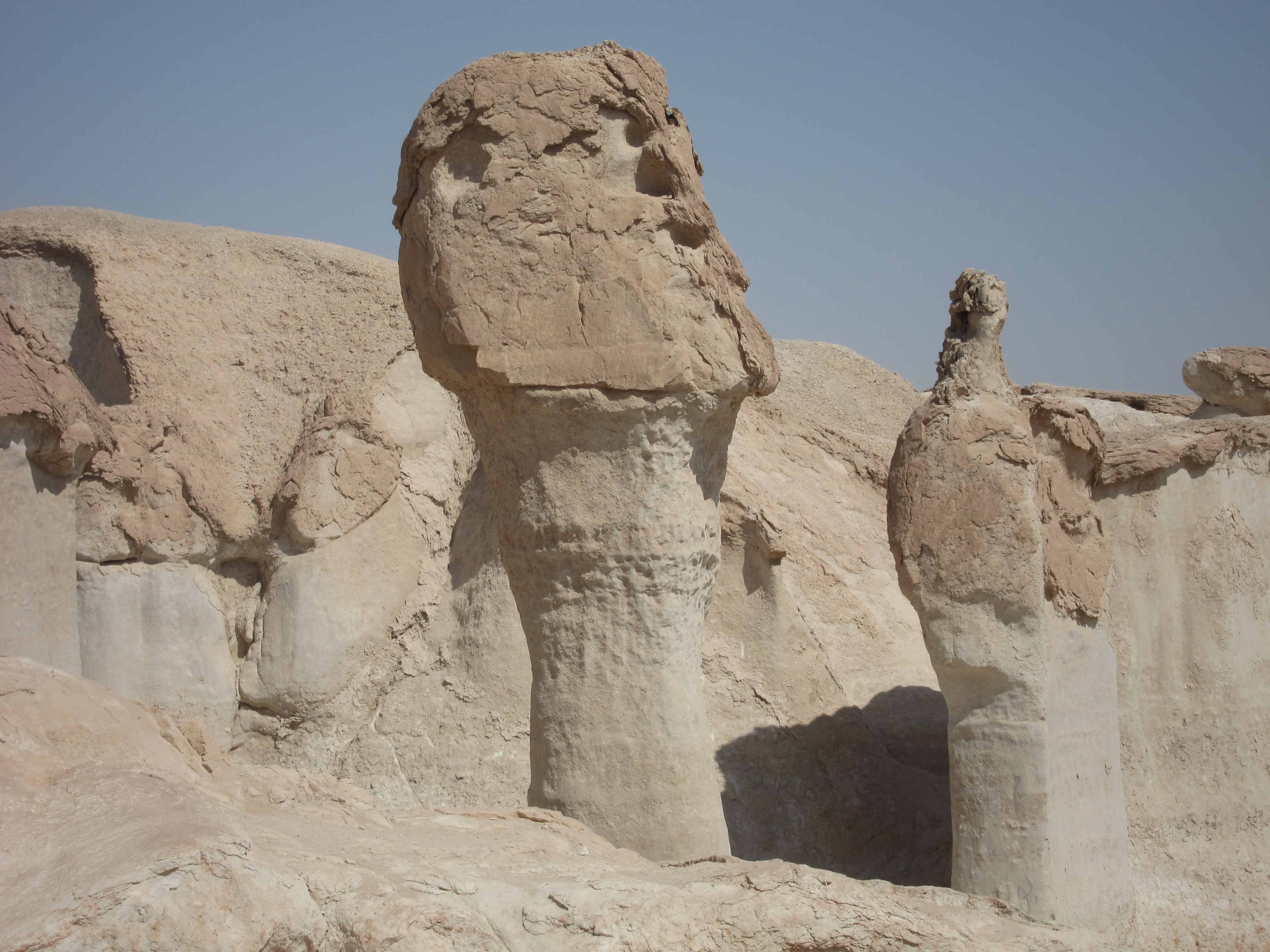
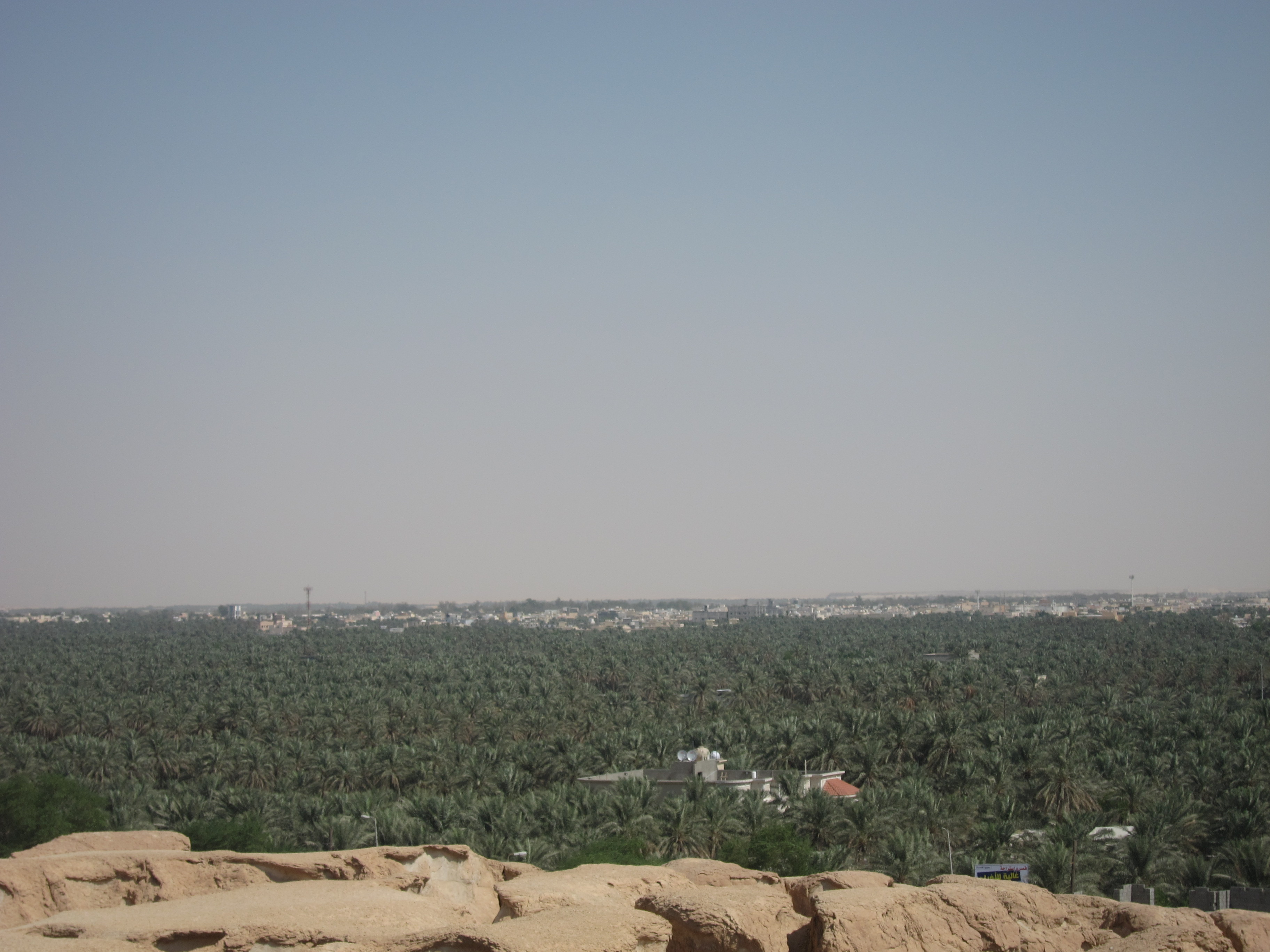
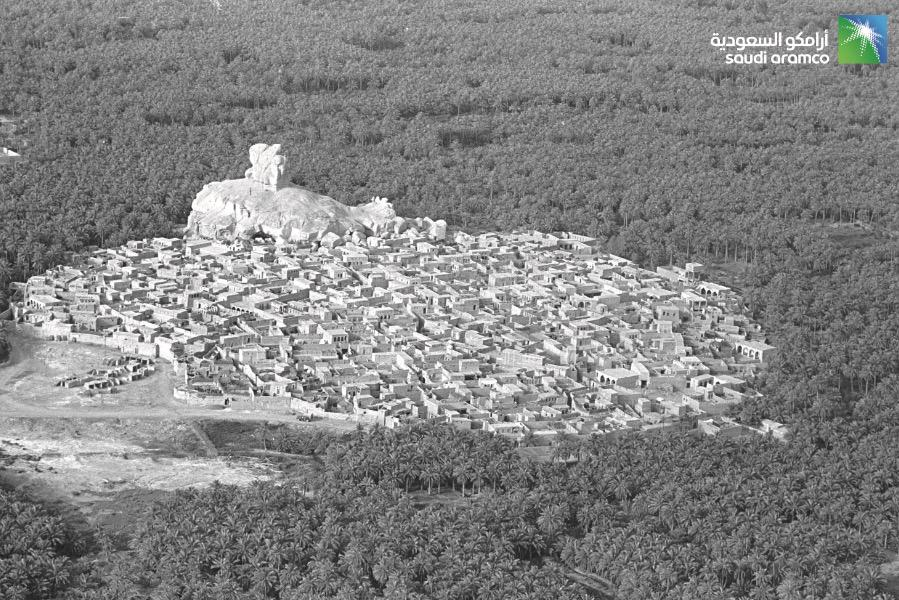
1965م
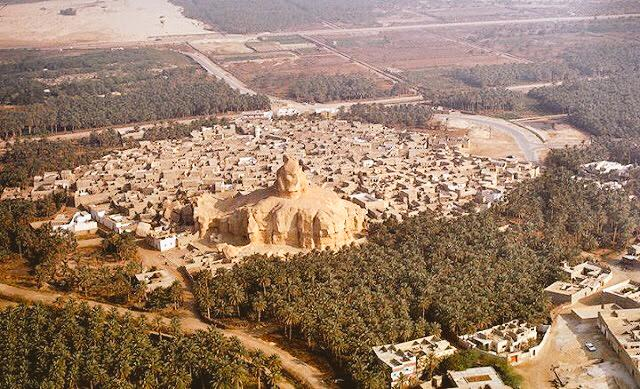
1983م
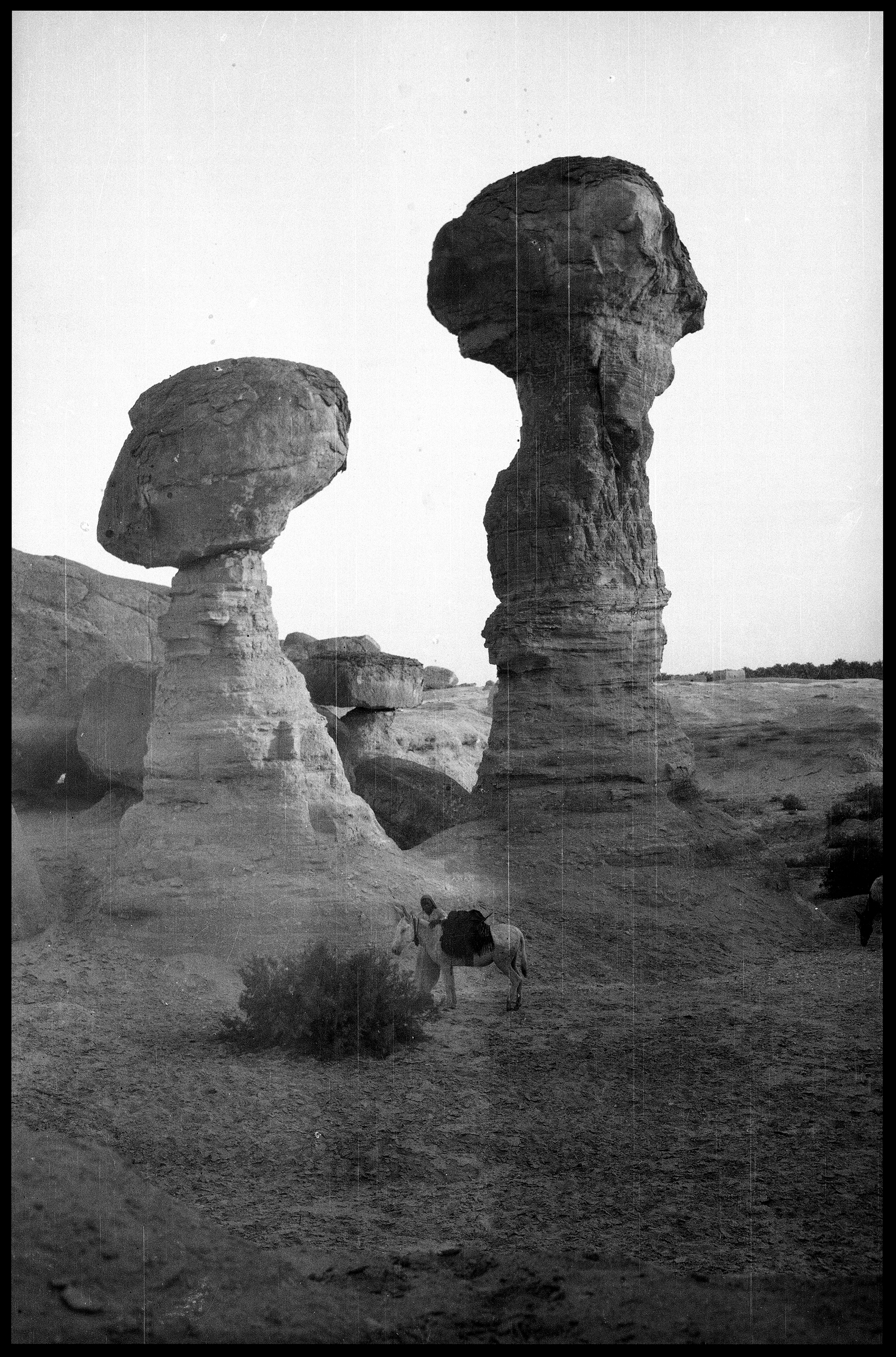
1924م
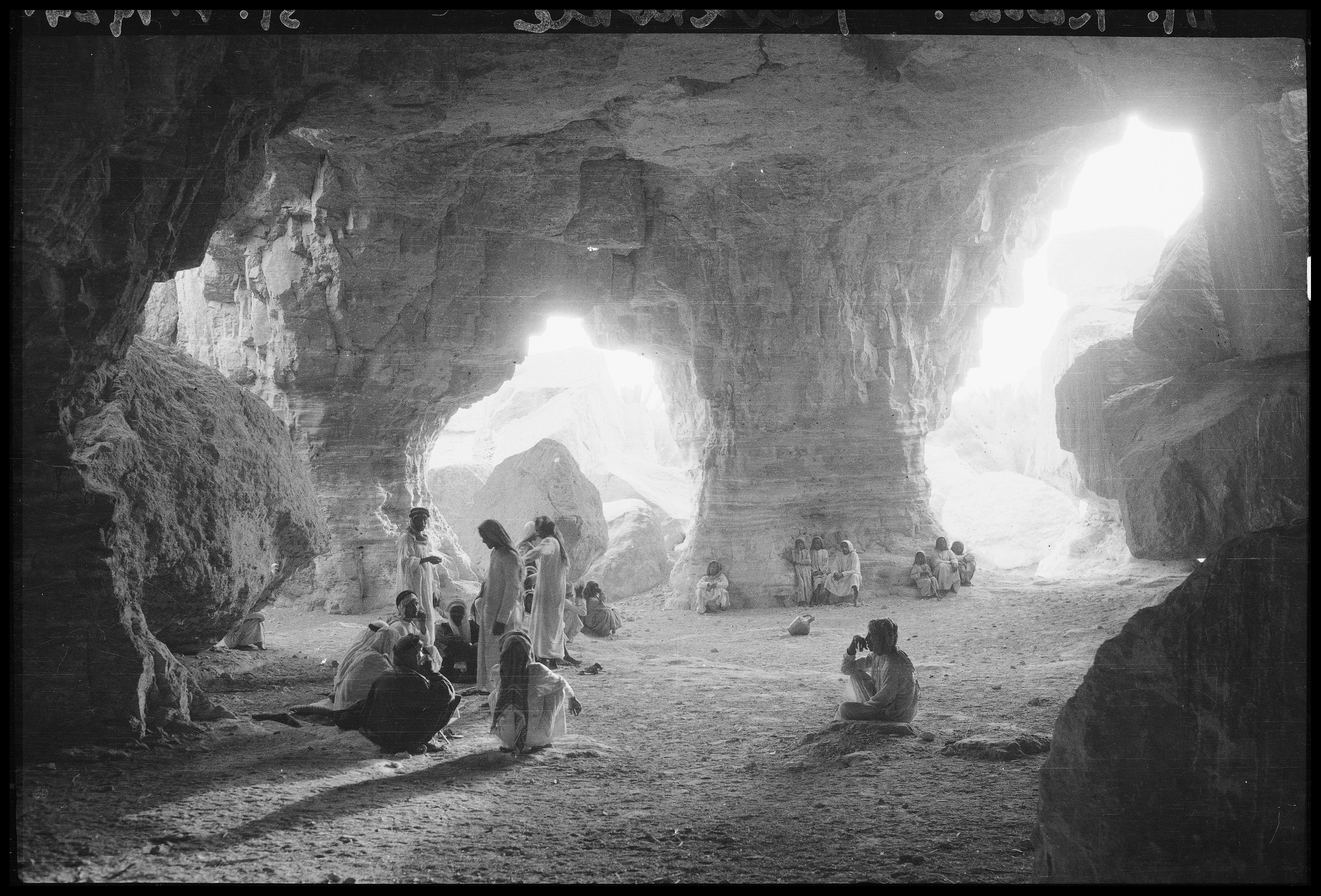
1924م

## وصلات خارجية
- موقع أرض الحضارات، الموقع الرسمي لجبل القارة والتابع لشركة الأحساء للسياحة، الشركة المشغلة للمشروع.